# علی بوعافیه
علی بوعافیه (انگلیسی: Ali Bouafia؛ زادهٔ ۵ اوت ۱۹۶۴) بازیکن فوتبال سابق اهل الجزایر است که در پست هافبک بازی می‌کرد.
از باشگاه‌هایی که در آن بازی کرده‌است می‌توان به باشگاه فوتبال المپیک لیون، باشگاه فوتبال سوشو، باشگاه فوتبال لوریان، باشگاه فوتبال استراسبورگ، باشگاه فوتبال المپیک مارسی و باشگاه فوتبال گنگام اشاره کرد.
وی همچنین در تیم ملی فوتبال الجزایر بازی کرده‌است.